# Eugène Mouton
Pour les articles homonymes, voir Mouton (homonymie).
(Pierre Martin Désiré) Eugène Mouton, connu aussi sous le pseudonyme de Mérinos, né le 13 avril 1823 à Marseille, mort le 8 juin 1902 à Paris (7ème), est un magistrat et écrivain humoristique et fantastique français.

## Biographie
Fils d’un officier monté du rang, Louis Mouton, qui commença sa carrière dans l’armée d'Italie en 1795 et la finit colonel, et d’une créole, Élisabeth Roux il vit en Guadeloupe jusqu’à l’âge de dix ans.
Après des études de droit à Paris, il rejoint la magistrature et occupe différents postes avant d’être nommé en 1862 procureur impérial à Rodez où il finalise un ouvrage sur les Lois pénales de la France. Il crée un service de bibliothèques ambulantes dans l’Aveyron  qui porte son nom et qui lui vaut une médaille  de bronze à l’exposition universelle de 1889.
En 1857, il publie dans Le Figaro L'invalide à la tête de bois qui lui donne la célébrité. Il abandonne l’administration en 1867 pour se consacrer à l’écriture.
Il pastiche Les Aventures (merveilleuses mais authentiques) du capitaine Corcoran, d'Alfred Assolant avec Voyages et Aventures du Capitaine Marius Cougourdan - Commandant Le Trois-mâts " La Bonne Mère ".
En 1886, il se présente à l'Académie française contre Leconte de Lisle pour le fauteuil de Victor Hugo, et n’obtient que deux  voix.
Il publie ses mémoires dans Un demi-siècle de vie (1848-1901) chez Delagrave.
Il est sans doute le premier à imaginer, dans son texte La Fin du Monde (1872), que l'industrialisation à outrance entraînera une pénurie de ressources naturelles, un réchauffement de la planète et la disparition de l'espèce humaine.

## Œuvres
- Nouvelles et fantaisies humoristiques.  Librairie générale, 1872

- Fantaisies. G. Charpentier 1883
- Voyages et Aventures du Capitaine Marius Cougourdan, commandant le Trois-mâts " La Bonne Mère " de Marseille, Paris, Librairie Hachette et Cie, 1890.

- Aventures et mésaventure de Joël Kerbabu Breton de Landerneau en Bretagne dans ses voyages en Portugal, aux indes Orientales, en Arabie, en Éthiopie, en Chine, au Japon, au Tonkin et en France. Ill. d'Alfred Paris, Paris, Hachette, 1907.

- Le XIXe siècle vécu par deux Français. Le colonel Louis Mouton et Eugène Mouton son fils, magistrat. Paris, Ch. Delagrave, 1901.

- Les Vertus et les Grâces des Bêtes. Zoologie morale. Illustrations par Auguste Vimar. Tours, Mame, 1895 Texte sur Scientifica

- Les voyages merveilleux de Lazare Poban, marseillais en Portugal, en Chine, au Royaume du Siam  Paris. Hachette. 1893

- Le dernier des lions. Illustrations en couleurs de Vimar.  Paris Librairie Ch. Delagrave. 1896

## Note et référence
1. ↑  Son acte de décès (n°1041) dans les registres de décès du 7ème arrondissement de Paris pour l'année 1902
2. ↑  (fr) Les lois pénales de la France, 1868
3. ↑  [lire en ligne] dans le dossier Utopie de Gallica.